# San Carlos (Kalifornien)
San Carlos ist eine Stadt im San Mateo County im US-Bundesstaat Kalifornien mit 30.722 Einwohnern (Stand: 2020). Die geographischen Koordinaten sind: 37,50° Nord, 122,27° West. Das Stadtgebiet hat eine Größe von 15,4 km². 

## Söhne und Töchter der Stadt
- Kathryn Bigelow (* 1951), Filmregisseurin